# Ludwik Górski (chemik)
Ludwik Konstanty Górski (ur. 21 grudnia 1924 w Krakowie, zm. 10 grudnia 2012 tamże) – polski chemik, profesor Politechniki Krakowskiej.

## Życiorys

### Dzieciństwo i młodość
Pochodzi z rodziny ziemiańskiej o zainteresowaniach intelektualnych - ojciec był profesorem UJ i członkiem PAN, dziadek wykładowcą na Akademii Sztuk Pięknych w Krakowie. Edukację podstawową otrzymał w domu rodzinnym. W latach 1938–1939 uczył się w Gimnazjum im. B. Nowodworskiego w Krakowie. W czasie okupacji uczęszczał na tajne komplety. W latach 1943–1944 uczęszczał do zawodowej szkoły chemicznej w Krakowie, gdzie w 1944 roku uzyskał tytuł technika-chemika. Maturę zdał w 1945 roku w krakowskim gimnazjum i liceum im. Królowej Wandy.

### Działalność naukowa
W 1945 roku rozpoczął studia chemiczne na Uniwersytecie Jagiellońskim, a od grudnia 1946 roku był młodszym asystentem w Zakładzie Chemii Lekarskiej UJ. W tym zakładzie w 1948 wykonał pracę magisterską na temat wykrywania barbiturowców w zgniłych tkankach mózgowych, pod kierunkiem dr. J. Z. Robla. Równolegle z przygotowaniem pracy magisterskiej brał udział w opracowaniu studium dotyczącego stanu odżywienia studentów w Krakowie zajmując się chemiczną i statystyczną częścią pracy.
W latach 1949–52 był  wykładowcą chemii ogólnej na I roku studiów na  Wydziale Lekarskim Uniwersytetu Jagiellońskiego, a następnie na  stanowisku adiunkta, na nowo wyodrębnionej z UJ Krakowskiej Akademii Medycznej. W 1952 przeniósł się do pracy w pracowni chemicznej I Kliniki Chorób Wewnętrznych AM w Krakowie, gdzie pracował na części etatu do 1956 r., a w 1954 rozpoczął pracę na stanowisku adiunkta w Pracowni Biochemicznej Instytutu Zootechniki w Krakowie, zajmując się metodami oznaczania jodu w osoczu krwi; za tę pracę otrzymał nagrodę Pol. Tow. Fizjologicznego.
W listopadzie 1956 roku przeniósł się do pracy do nowo powstającego podyplomowego Studium Techniki Izotopów Promieniotwórczych (STIP) przy II Katedrze Fizyki Akademii Górniczo-Hutniczej w Krakowie. W 1962 roku w Instytucie Badań Jądrowych uzyskał stopień doktora nauk chemicznych na podstawie rozprawy o wykorzystaniu izotopowych źródeł promieniowania rentgenowskiego do analizy chemicznej metodą fluorescencji rentgenowskiej. Od grudnia 1968 do marca 1972 był kierownikiem Zakładu Radiometrii Przemysłowej w Inst. Fizyki i Techniki Jądrowej AGH powstałym z STIP. Równocześnie w latach 1964–1971 wykładał chemię jądrową na Wydziale Matematyczno-Fizyczno-Chemicznym UJ. W 1966 roku uzyskał na tym wydziale stopień doktora habilitowanego nauk chemicznych w zakresie chemii analitycznej i jądrowej na podstawie rozprawy o radiometrycznych metodach analizy chemicznej. W roku akademickim 1967/68 przebywał we Francji na stażu naukowym w Ośrodku Badań Jądrowych w Grenoble. Po powrocie  został mianowany etatowym docentem w Instytucie Fizyki i Techniki Jądrowej AGH. W latach 1972–1975 został oddelegowany przez Polskę do pracy w laboratorium analitycznym Międzynarodowej Agencji Energii Atomowej w Wiedniu. Kierował tam w stopniu first oficer Służbą Kontroli Jakości Analitycznej. W tym też czasie otrzymał nominację na profesora nadzwyczajnego.
Po powrocie do kraju był początkowo zastępcą dyrektora, a w latach 1977–1978 dyrektorem Instytutu Fizyki i Techniki Jądrowej AGH  Pragnąc kontynuować działalność naukową uprawianą w Wiedniu przeniósł się na właśnie opróżnione stanowisko kierownika Zakładu Chemii Analitycznej w Instytucie Chemii i Technologii Nieorganicznej  Politechniki Krakowskiej.
Ludwik Górski został wybrany w 1980 roku prorektorem Politechniki Krakowskiej. Pełnił tę funkcję od lipca 1981. Jako prorektor zajmował się sprawami rozwoju kadr. W lipcu 1982 roku został wraz z rektorem R. Ciesielskim odwołany z zajmowanej funkcji przez ministra szkolnictwa wyższego i nauki za działalność w strukturach „Solidarności” i swoje stanowisko w sprawie strajków studenckich.
W 1984–1987 był wybranym na dziekana Wydziału Technologii i Inżynierii Chemicznej Politechniki Krakowskiej. Funkcję tę pełnił do 1987 roku. Był też wieloletnim członkiem Senatu Politechniki Krakowskiej i współtwórcą jej pierwszego statutu.
W latach 1981–1983 był przewodniczącym oddziału krakowskiego Polskiego Towarzystwa Chemicznego.
Od lat siedemdziesiątych zajmuje się  chemometrią w zastosowaniach do chemii analitycznej. Był redaktorem posiłkowym międzynarodowego czasopisma Radiochemical and Radioanalytical Lettersoraz członkiem redakcji "Nukleoniki". Zasiadał także w radach naukowych:
- Instytutu Badań Jądrowych w Warszawie (1975–1982)
- Instytutu Fizyki Jądrowej w Krakowie (1975–1982)
- Komitetu Chemii Analitycznej PAN w Warszawie (1964–1995)

Sześciokrotnie był powoływany przez Międzynarodową Agencję Energii Atomowej jako specjalista do udziału w obradach grup roboczych tej organizacji. Uczestniczył też w ponad 35 międzynarodowych konferencjach naukowych, a w lecie 1985 roku był jednym z głównych organizatorów międzynarodowej konferencji Euroanalysis V, która odbywała się w Krakowie. Podczas tej konferencji wygłosił referat plenarny o historii chemii analitycznej w Polsce.
We wrześniu 1995 odszedł na emeryturę.
Pochowany został na Cmentarzu Salwatorskim w Krakowie (sektor SC14-1-11).

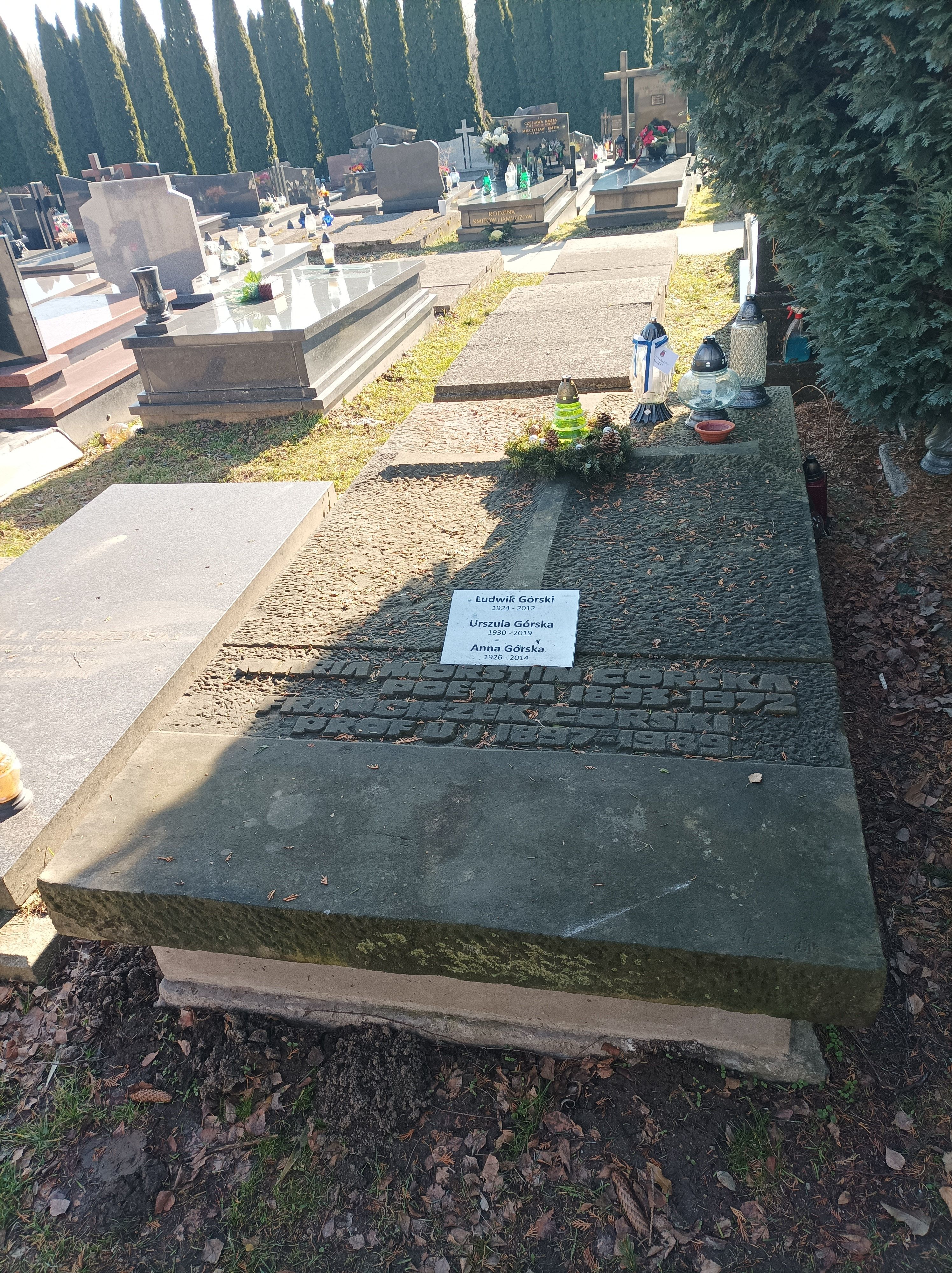
Grób Górskich na Cmentarzu Salwatorskim

### Działalność sportowa
Od 1949 roku pracował społecznie w Akademickim Związku Sportowym oraz w Polskim Związku Żeglarskim. W obydwu organizacjach pełnił szereg funkcji organizacyjnych i instruktorskich. Był inicjatorem budowy Przystani Żeglarskiej AZS na Bagrach.
Czterokrotnie kierował sekcją żeglarską AZS Kraków (1952–1954, 1951–1962), był członkiem prezydium zarządu środowiskowego AZS Kraków (1966–1967), kierownik techniczny AMP, był też sędzią sportowym klasy I w żeglarstwie.

### Działalność społeczna i polityczna
We wrześniu 1980 roku wstąpił do NSZZ Solidarność i został wybrany wiceprzewodniczącym tej organizacji w Politechnice Krakowskiej.
Działał też w Ogólnopolskiej Komisji Porozumiewawczej Nauki, głównie przy opracowywaniu solidarnościowego projektu nowej ustawy o szkolnictwie wyższym i nauce.
W latach 1982–1992 był członkiem Komitetu Ochrony Zabytków Żydowskich w Krakowie.
Od 1991 roku był członkiem ROADu, Unii Demokratycznej, następnie Unii Wolności. W Unii Wolności był członkiem Rady Regionalnej i delegatem na zjazdy krajowe.
Z ramienia Komitetu Wyborczego „Twoje Miasto” został wybrany Radnym Miasta Krakowa II Kadencji.

## Życie prywatne
Ludwik Górski związał się  z Urszulą z domu Musiał. Ślub kościelny wzięli 6 listopada 1955 roku w Rybniku, a cywilny 23 lipca 1956 roku w Krakowie. Mieli trzech synów i czworo wnucząt.

## Nagrody i odznaczenia
- Krzyż Oficerski Orderu Odrodzenia Polski
- Medal Komisji Edukacji Narodowej (nr 57726 w roku 1991)
- Złoty Krzyż Zasługi (nr 997-73-65) – 1973
- Srebrny Krzyż Zasługi – 1952[1]
- Odznaka 1000-lecia Państwa Polskiego
- Honorową Odznakę Politechniki Krakowskiej (nr 1034)
- Medal 50-lecia Politechniki Krakowskiej (nr 06/Ch)
- Srebrna odznaka AZS (nr 189)
- Złota odznaka AZS (nr s220)[5]
- Złota odznaka 50-lecia AZS (nr 137)[5]
- Złota odznaka PZŻ
- Odznaka Zasłużonego Działacza Żeglarstwa Polskiego (nr 422)[5]

Trzykrotnie otrzymywał nagrody Państwowej Rady do Spraw Pokojowego Wykorzystania Energii Atomowej.

## Wywód przodków[8]
| 4. Konstanty Górski    |  |                         |  |  |                  |
|                        |  | 2. Franciszek Górski    |  |  |                  |
| 5. Antonina Chłapowska |  |                         |  |  |                  |
|                        |  |                         |  |  | 1. Ludwik Górski |
| 6. Ludwik Morstin      |  |                         |  |  |                  |
|                        |  | 3. Maria Morstin-Górska |  |  |                  |
| 7. Amelia Lubieniecka  |  |                         |  |  |                  |
|                        |  |                         |  |  |                  |